# Кузьниця-Гродзиська
Кузьниця-Гродзиська (пол. Kuźnica Grodziska) — село в Польщі, у гміні Конецполь Ченстоховського повіту Сілезького воєводства.
Населення — 244 особи (2011).
У 1975-1998 роках село належало до Ченстоховського воєводства.

## Демографія
Демографічна структура станом на 31 березня 2011 року:
|          | Загалом | Допрацездатний вік | Працездатний вік | Постпрацездатний вік |
| -------- | ------- | ------------------ | ---------------- | -------------------- |
| Чоловіки | 121     | 17                 | 89               | 15                   |
| Жінки    | 123     | 30                 | 59               | 34                   |
| Разом    | 244     | 47                 | 148              | 49                   |